# Hayme Hatun
Hayme Hatun o Hayme Ana (‘Hatun o Mare Hayme’) fou la mare d'Ertuğrul, pare d'Osman, fundador de l'Imperi Otomà. Fou l'esposa de Süleyman Şah (fill de Kaya Alp), cap de la tribu Kayı, que va morir ofegat a l'Eufrates durant la seva migració. Després de la mort del seu marit assumí el lideratge de la tribu i els guià fins a Söğüt, Bilecik, amb el permís del sultà seljúcida; a partir d'aquest fet també se la coneix amb el nom de Devlet Ana (Mare Estat). Les seves restes descansen en el poblet de Çarşamba, en el districte Domaniç (Kütahya) on s'organitzen cerimònies en la seva memòria cada mes de setembre des de l'any 1282.